# 伊斯蘭國對文化遺產的破壞
恐怖主義組織伊斯蘭國曾多次以反对鼓吹偶像崇拜為由，以鐵鎚、炸藥等工具破壞侵占地区的清真寺、神殿、教堂、古代和中世纪时期的历史遗迹等文化遺產，或是把文物盜去及變賣，為組織籌募資金；联合国安理会和聯合國教科文組織等國際組織均曾譴責此行徑。

## 動機及過程
伊斯蘭國破壞古代的雕塑作品和宮殿，並聲稱此舉是因為這些古蹟抵觸伊斯蘭教的教義。該組織曾佔領伊拉克重要城市摩苏尔，組織的武装分子用槌和电钻摧毀當地摩蘇爾博物館收藏的文物，並把他們破壞文物的過程拍成影片，上載至社交網站Twitter；武裝分子在博物館內走動，一看見有文物，就用錘子把雕像推倒，砸得粉碎，他們又跑到收藏雕像的儲存室，拆開雕像上的保護膠，把它們完全破壞。有武装分子表示他們破壞的古代藝術品是不信真主者的偶像，又指是先知让他們把這些藝術品都毁掉；武装分子認為，先知在攻陷麥加後親自剷除雕像，並命令他們在征服新國度剷除所有雕像。武裝分子又破壞博物馆旁的考古遺址，用電鑽破壞石像，有亞述時代的石像不見了頭部。
除了大肆破壞古蹟外，伊斯蘭國亦在博物館和古蹟搶掠歷史文物，並與鄰近地區的黑幫合作，把文物走私出境，並在eBay等網站上拍賣，從而籌集資金。有伊拉克的官員接受《聯合早報》訪問時表示，走私文物是伊斯蘭國繼走私石油後的第二大的資金來源，為該組織籌集了數以百萬美元計的資金；伊斯蘭國還設有管理文物古蹟的部門，並會發出「挖掘文物許可證」。

## 反應
在伊斯兰国破壞尼姆鲁德遗址後，联合国教科文组织总幹事伊琳娜·博科娃對此行徑表示谴责，認為此舉可能已經成战争罪行；她又呼吁伊拉克民眾、當地的政治和宗教领导人、以至全世界人民為此事站出来，盡力保护文化遗产。伊斯兰国攻佔巴尔米拉後，联合国安理会譴責該組織破坏伊拉克和叙利亚的文化遗产，對伊斯兰国及有關組織抢掠和走私文物的行徑表示關注，又强调要把有關人士绳之以法。联合国大会亦在伊拉克和德国的倡议下通过决议，表示要制止伊斯兰国破坏文物的行徑，又呼吁各国反对走私艺术品，切断伊斯兰国部分的資金来源。
俄罗斯东方学家、史学家阿斯科尔德·伊万奇科認為，遊說和譴責都不能阻止伊斯兰国破壞文化遗产，唯一能有效抵抗該組織的手法是訴諸武力，战胜和擊溃他们。
在巴尔夏明神庙被炸毁后，英国牛津大学数字考古研究院曾宣布启动一项将受伊斯兰国摧毁威胁的历史遗迹和古物数字化保存与记录的计划，将把5000部平价的3D照相机送往中东，这项计划会与联合国教科文组织合作，当已拍摄文物遭到破坏后用3D打印技术复原。